# العلاقات بين الاتحاد السوفييتي والولايات المتحدة
أعقبت العلاقات بين الولايات المتحدة الأمريكية واتحاد الجمهوريات الاشتراكية السوفييتية (1922-1991) العلاقات السابقة بين الإمبراطورية الروسية والولايات المتحدة منذ عام 1776 وحتى عام 1917، وسبقت العلاقات الحالية بين الاتحاد الروسي والولايات المتحدة التي بدأت في عام 1992. تأسست العلاقات الدبلوماسية الكاملة بين البلدين في عام 1933، وتأخرت بسبب العداء المتبادل بين البلدين. كان البلدان حليفين لفترة قصيرة خلال الحرب العالمية الثانية. ظهرت أولى علامات انعدام الثقة والعداء بعد الحرب بين البلدين في نهاية الحرب، وتصاعدت إلى حرب باردة، وهي فترة من العلاقات العدائية المتوترة مع فترات من الانفراج الدولي.

## استئناف الحرب الباردة

### نهاية الانفراج الدولي
انتهت فترة الانفراج الدولي بعد التدخل السوفييتي في أفغانستان، فأدى ذلك إلى مقاطعة الولايات المتحدة أولمبياد صيف عام 1980 في موسكو. استند انتخاب رونالد ريغان كرئيس في عام 1980 في جزء كبير منه إلى حملة موجهة ضد الانفراج الدولي. قال الرئيس ريغان في مؤتمره الصحفي الأول: «كان الانفراج الدولي الطريق الوحيد الذي استخدمه الاتحاد السوفييتي لتحقيق أهدافه». أصبحت العلاقات مصدر قلق متزايد مع الاضطرابات في بولندا، ونهاية مفاوضات محادثات الحد من الأسلحة الإستراتيجية الثانية، وممارسات حلف الناتو في عام 1983 التي أحضرت القوى العظمى تقريبًا قبل بدء الحرب النووية. دعمت الولايات المتحدة وباكستان وحلفاؤهما المتمردين. فرض الرئيس جيمي كارتر حظرًا على الحبوب لمعاقبة موسكو. أضر ذلك بالمزارعين الأمريكيين أكثر مما أضر بالاقتصاد السوفييتي، واستأنف الرئيس رونالد ريغان البيع في عام 1981. باعت دول أخرى محاصيل الحبوب الخاصة بها إلى الاتحاد السوفييتي، وكان لدى السوفييتيين مخزون احتياطي وافر وحصاد جيد خاص بهم.

### هجمات ريغان «إمبراطورية الشر»
صعّد ريغان إلى حرب باردة، فسرع ذلك من الانقلاب عن سياسة الانفراج الدولي التي بدأت في عام 1979 بعد الغزو السوفييتي لأفغانستان. فزع ريغان أن يكون الاتحاد السوفييتي قد اكتسب ميزة عسكرية عن الولايات المتحدة، وتأملت حكومة ريغان بمنح الإنفاق العسكري المتزايد الولايات المتحدة تفوقًا عسكريًا أمريكيًا وإضعاف الاقتصاد السوفييتي. أمر ريغان بالتعزيز الهائل للقوات المسلحة للولايات المتحدة، ووجه التمويل إلى قاذفة بي-1 لانسر، وقاذفة بي-2 سبيريت، وصواريخ كروز، وصواريخ إم إكس، والأسطول البحري المكون من 600 سفينة. أشرف ريغان على نشر حلف الناتو صاروخ بيرشينغ في ألمانيا الغربية استجابةً لنشر السوفييت صاروخ إس إس-20، وندد الرئيس بشدة بالاتحاد السوفييتي والشيوعية من الناحية الأخلاقية، ووصف الاتحاد السوفييتي بأنه «إمبراطورية الشر».

## نهاية الحرب الباردة
أعلن قادة كل من الولايات المتحدة والاتحاد السوفييتي انتهاء الحرب الباردة في قمة مالطا في ديسمبر عام 1989. كان البلدان شريكين في حرب الخليج ضد العراق في عام 1991، وهو تحالف سوفييتي قديم. وُقِّعت معاهدة ستارت 1 الخاصة بخفض عدد الرؤوس النووية المنشورة لكلا البلدين من قبل الأمين العام السوفييتي ميخائيل غورباتشوف والرئيس الأمريكي جورج بوش في 31 يوليو عام 1991. يعتبر الكثيرون أن الحرب الباردة قد انتهت حقًا في أواخر عام 1991 بعد حل الاتحاد السوفييتي.